# HotBot
HotBot – gruntownie odświeżona, jedna z najstarszych wyszukiwarek internetowych. Żądanych informacji szuka w katalogach wyszukiwarek Yahoo!, MSN i lyGO – ich połączone zasoby liczą w sumie ponad 6 miliardów stron.
Serwis pozbawiony jest jakichkolwiek reklam – jego operatorzy zamierzają czerpać dochody z tzw. sponsorowanych wyników wyszukiwania (reklamy będą pojawiały się w wynikach wyszukiwania, tak jak np. w Google.com). Zasada działania nowego serwisu jest prosta – użytkownik wpisuje szukane słowo lub frazę i zaznacza, w którym katalogu ma być przeprowadzone wyszukiwanie (Yahoo!, MSN, lyGO). Możliwe jest również skorzystanie z zaawansowanych opcji wyszukiwania oraz najróżniejszych filtrów.